# Ken Hodge
Kenneth Raymond "Ken" Hodge, Sr., född 25 juni 1944, är en brittisk-kanadensisk före detta professionell ishockeyspelare som tillbringade 14 säsonger i den nordamerikanska ishockeyligan National Hockey League (NHL), där han spelade för ishockeyorganisationerna Chicago Black Hawks, Boston Bruins och New York Rangers. Han producerade 800 poäng (328 mål och 472 assists) samt drog på sig 779 utvisningsminuter på 881 grundspelsmatcher. Hodge spelade också på lägre nivå för Buffalo Bisons, New Haven Nighthawks och Binghamton Dusters i American Hockey League (AHL).
Han blev aldrig draftad av någon NHL-organisation.
Hodge vann två Stanley Cup-titlar med Bruins för säsongerna 1969-1970 och 1971-1972.
Efter karriären är han expertkommentator för ishockeysändningar i lokalradion i sin hemstad Boston, Massachusetts. Han är far till den före detta ishockeyspelaren Ken Hodge, Jr., som spelade 142 NHL-matcher för Bruins och Tampa Bay Lightning.

## Statistik
| 1961–1962      | St. Catharines Teepees     | OHA-Jr.        | 31          | 4           | 3           | 7           | 6           | 6           | 1           | 0           | 1           | 6           |
| 1962–1963      | St. Catharines Black Hawks | OHA-Jr.        | 50          | 23          | 23          | 46          | 97          | —           | —           | —           | —           | —           |
| 1963–1964      | St. Catharines Black Hawks | OHA-Jr.        | 56          | 37          | 51          | 88          | 110         | 13          | 6           | 19          | 25          | 28          |
| 1964–1965      | Chicago Black Hawks        | NHL            | 1           | 0           | 0           | 0           | 0           | —           | —           | —           | —           | —           |
|                | St. Catharines Black Hawks | OHA-Jr.        | 55          | 63          | 60          | 123         | 107         | 5           | 3           | 7           | 10          | 8           |
|                | Buffalo Bisons             | AHL            | 2           | 0           | 2           | 2           | 0           | 4           | 0           | 0           | 0           | 4           |
| 1965–1966      | Chicago Black Hawks        | NHL            | 63          | 6           | 17          | 23          | 47          | 5           | 0           | 0           | 0           | 8           |
| 1966–1967      | Chicago Black Hawks        | NHL            | 69          | 10          | 25          | 35          | 59          | 6           | 0           | 0           | 0           | 4           |
| 1967–1968      | Boston Bruins              | NHL            | 74          | 25          | 31          | 56          | 31          | 4           | 3           | 0           | 3           | 2           |
| 1968–1969      | Boston Bruins              | NHL            | 75          | 45          | 45          | 90          | 75          | 10          | 5           | 7           | 12          | 4           |
| 1969–1970      | Boston Bruins              | NHL            | 72          | 25          | 29          | 54          | 87          | 14          | 3           | 10          | 13          | 7           |
| 1970–1971      | Boston Bruins              | NHL            | 78          | 43          | 62          | 105         | 113         | 7           | 2           | 5           | 7           | 6           |
| 1971–1972      | Boston Bruins              | NHL            | 60          | 16          | 40          | 56          | 81          | 15          | 9           | 8           | 17          | 62          |
| 1972–1973      | Boston Bruins              | NHL            | 73          | 37          | 44          | 81          | 58          | 5           | 1           | 0           | 1           | 7           |
| 1973–1974      | Boston Bruins              | NHL            | 76          | 50          | 55          | 105         | 43          | 16          | 6           | 10          | 16          | 16          |
| 1974–1975      | Boston Bruins              | NHL            | 72          | 23          | 43          | 66          | 90          | 3           | 1           | 1           | 2           | 0           |
| 1975–1976      | Boston Bruins              | NHL            | 72          | 25          | 36          | 61          | 42          | 12          | 4           | 6           | 10          | 4           |
| 1976–1977      | New York Rangers           | NHL            | 78          | 21          | 41          | 62          | 43          | —           | —           | —           | —           | —           |
| 1977–1978      | New York Rangers           | NHL            | 18          | 2           | 4           | 6           | 8           | —           | —           | —           | —           | —           |
|                | New Haven Nighthawks       | AHL            | 52          | 17          | 29          | 46          | 13          | 15          | 3           | 4           | 7           | 20          |
| 1978–1979      | Spelade ej.                | Spelade ej.    | Spelade ej. | Spelade ej. | Spelade ej. | Spelade ej. | Spelade ej. | Spelade ej. | Spelade ej. | Spelade ej. | Spelade ej. | Spelade ej. |
| 1979–1980      | Binghamton Dusters         | AHL            | 37          | 10          | 20          | 30          | 24          | —           | —           | —           | —           | —           |
| NHL totalt     | NHL totalt                 | NHL totalt     | 881         | 328         | 472         | 800         | 779         | 97          | 34          | 47          | 81          | 120         |
| AHL totalt     | AHL totalt                 | AHL totalt     | 91          | 27          | 51          | 78          | 37          | 19          | 3           | 4           | 7           | 24          |
| OHA-Jr. totalt | OHA-Jr. totalt             | OHA-Jr. totalt | 192         | 127         | 137         | 264         | 320         | 24          | 10          | 26          | 36          | 42          |